# René Théodore Berthon
René Théodore Berthon (Tours, 17 luglio 1776 – Parigi, 7 aprile 1859) è stato un pittore francese.

## Biografia
Allievo di David, Berthon fu un pittore di storia e ritrattista: corretto nel disegno, abile nella composizione, manca tuttavia della nobile purezza che caratterizza lo stile del maestro.
Il figlio George Théodore fu anch'egli pittore.

## Alcune opere
- La resa di Ulm, 1806, Musée de Versailles
- Ritratto delle Mesdemoiselles de Balleroy, circa 1810, collezione privata
- Il passaggio del duca di Berry a Caen, 1824, Musée des Beaux-Arts, Caen
- Matrimonio di santa Caterina, 1842